# Tarbes Pyrénées Football
 (décembre 2017).
Le Tarbes Pyrénées Football (TPF) est un club de football français basé à Tarbes, capitale de la Bigorre (Région Occitanie).
Fondé en 2006 à la suite de la fusion entre le Tarbes Stado Football et le Tarbes Gespe Football, le club évolue en national 3 et dispute ses matchs à domicile au Stade Maurice Trélut. Le club est actuellement présidé par Carlos Amorim et Patrick Desai.
Le Stadoceste Tarbais, l'un des clubs fondateurs, a vu le jour en 1902, résultant de la fusion de clubs pratiquant le rugby, la boxe et l'escrime avant de disparaître.
Pendant la Première Guerre mondiale, de nombreux nouveaux clubs émergent à Tarbes, aboutissant à une fusion de l'Union Sportive Tarbaise et du Club Olympique Tarbais. Cela marque la renaissance du Stadoceste Tarbais en 1918-1919, qui se consacre alors principalement au rugby à XV. En 1963, le Stadoceste Tarbais est formé par la fusion de deux clubs, le Figarol et le Racing Olympique Tarbais, cette fusion atteint la 4e Division nationale en 1989-90.
En 2001, le Tarbes Stado Football est créé à la suite de la liquidation du Stadoceste Tarbais. Après des débuts en Division Honneur de Ligue d'Occitanie, le club remonte en Championnat de France Amateur en 2006. Le TSF connait des succès notables, atteignant les 32 èmes de finale de la Coupe de France en 2004-2005. Le club évolue alors principalement en CFA2 et CFA, avec une accession en National 2.
Toutefois, des saisons difficiles ont conduit à de multiples relégations en CFA2. Malgré des difficultés, le club était parvenue a se maintenir  jusqu'en 2020, lorsque des résultats décevants entraînent une relégation en Régional 1 de Ligue d'Occitanie.
En 2021, le TSF dévoile son nouveau logo, symbolisant un nouveau départ. Le club vise à retrouver le National 3 sous la direction du nouvel entraîneur, Marc Fachan (en).

## Histoire

### Football en Bigorre
Le football a historiquement suscité de la défiance en Bigorre comme dans le grand Sud-Ouest. Le football fut introduit en Bigorre peu après le début du siècle. La première société à le pratiquer fut le Stadoceste Tarbais. De nombreuses rencontres d'association eurent lieu en lever de rideau du rugby à Sarrouilles.
Le football se développe ensuite dans les villes et les cités ouvrières, tandis que le rugby va conquérir le monde rural dans le midi de la France. Tarbes, fief ouvrier (et militaire) avec la présence de l'Arsenal de Tarbes, fait figure d'exception.
Dans les années 1930, la Jeunesse Sportive Tarbaise participe à la Ligue du Sud-Ouest.

### Fondation
Le Tarbes Pyrénées Football est issu de la fusion entre le Tarbes Stado Football et le Tarbes Gespe Football en 2006. Celle-ci s'est décidée à la suite de la montée du Stado en Championnat de France de football de National 2.

### Stadoceste Tarbais

#### LeStadoceste tarbaispendant la grande guerre
Le Stadoceste tarbais a été fondé en janvier 1902 à la suite de la fusion de deux clubs de la ville, le « Stade tarbais » (fondé le 4 octobre 1901), où on pratiquait le rugby, et le « Ceste » (fondé le 24 mai 1901), où on s’adonnait à la boxe et l'escrime. Le premier nom du club fut d'ailleurs le « Stade Ceste » et c'est à la suite d'une erreur de prononciation d'un soldat du régiment des hussards stationné à Tarbes que l'étrange et singulière appellation « Stadoceste » apparut.

Pendant la Première Guerre mondiale, le président du Stadoceste, Jules Soulé met le club en sommeil et le terrain de Sarrouilles est réquisitionné. En octobre 1915, on assista à une prolifération de nouveaux clubs, représentants des corporations ou des quartiers de la ville.

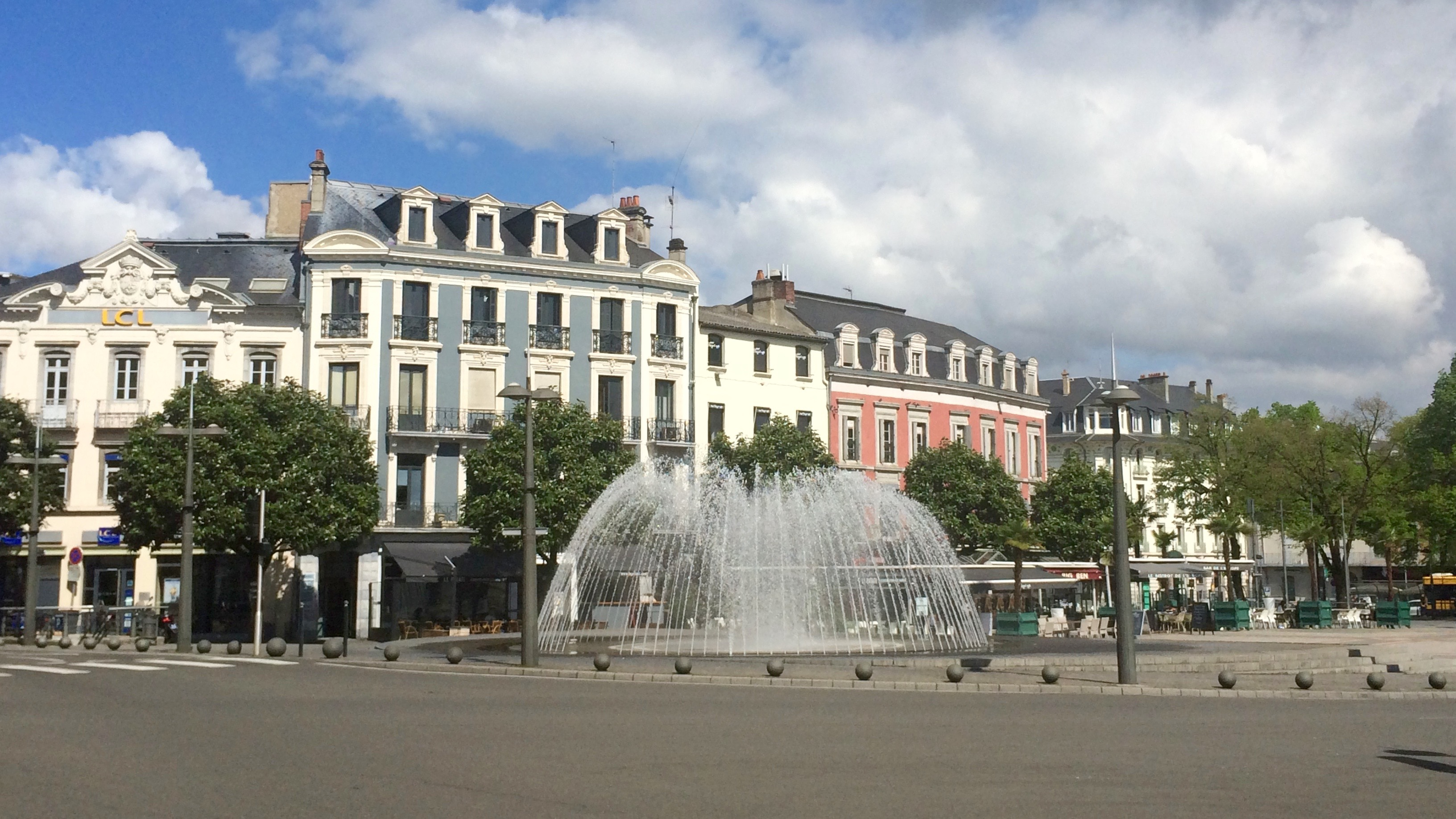
Place de Verdun, Tarbes

C’est ainsi que naquirent le « Club Athlétique Tarbais », «Tarbes Olympique », « Stade Tarbais », « Etoile sportive Tarbaise», « Ludus Pro Patria », le « Gallia Club Tarbais » « Aiglon Sportif Tarbais » ou encore le « Séméac Olympique ».
En août 1916, cette mosaïque de clubs fusionne pour constituer deux gros clubs : L’Union Sportive Tarbaise et le Club Olympique Tarbais (fusion du Club Athlétique Tarbais et du Tarbes Olympique) qui peuvent utiliser le terrain de Sarrouilles libéré de sa réquisition,,.
Le Club Olympique Tarbais acquiert une certaine notoriété dans les Pays de l'Adour et affronte régulièrement l'Etoile Sportive Montoise ou encore le FA Bourbaki de Pau.
Les deux clubs fusionnent au départ de la saison 1918-1919 sous la dénomination de «Stade Tarbais »,. Le Stadoceste retrouve son nom en 1919, et se consacre alors principalement au Rugby à XV.
L'Olympique Tarbais est officiellement fondé le 27 mars 1930. Leur siège est situé au Café Riche, place Verdun. Ce nouveau club ambitionne de devenir le club de football majeur de la ville.

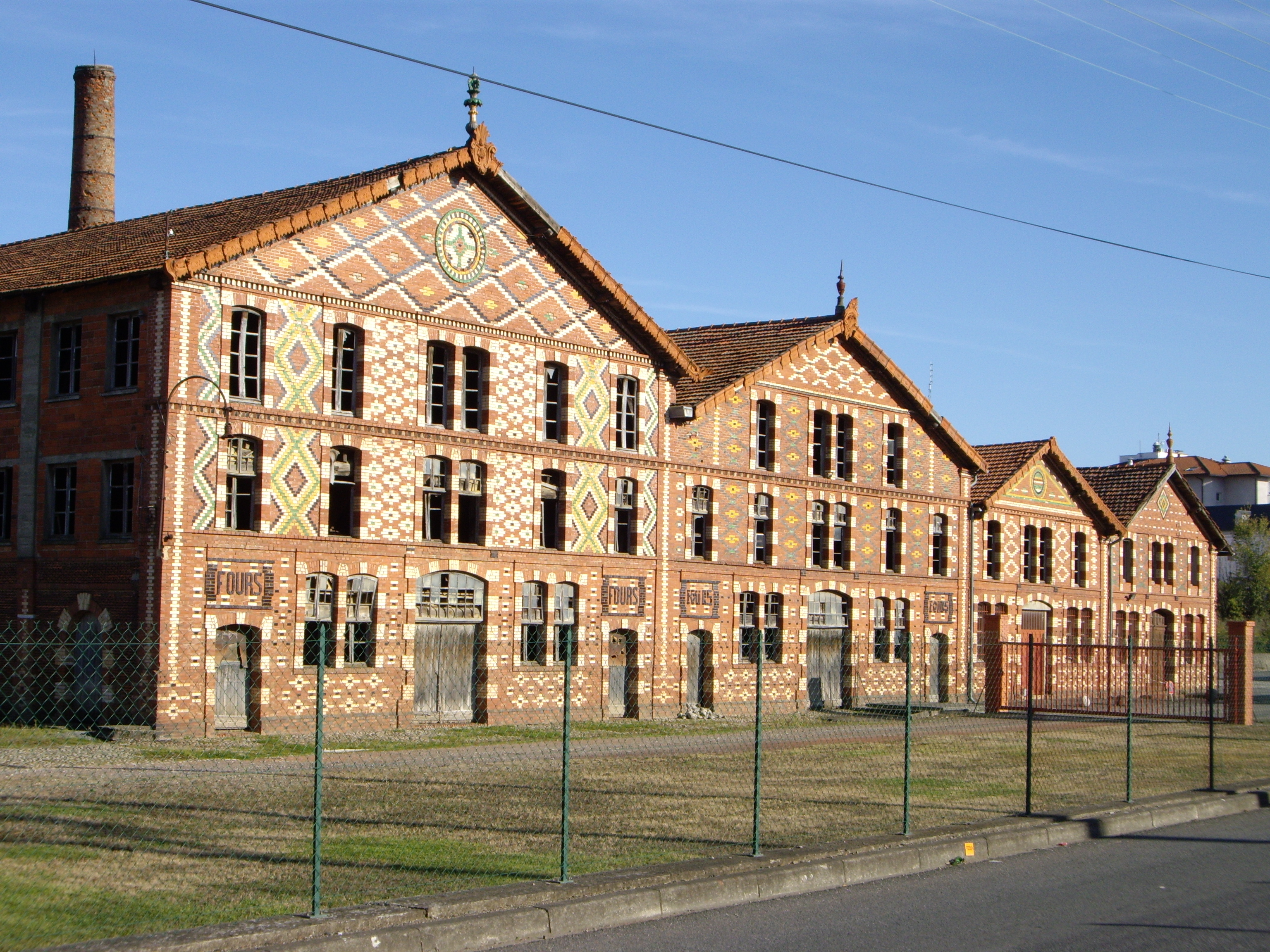
Usine de céramique Oustau

Au début de la saison 1934-1935, le patronage des Pompons Verts de Tarbes rejoint le championnat de l'Union Pyrénéenne deuxième série, en compagnie des clubs basques et béarnais. En 1935-1936, ils battent l'Association Bourbaki et obtiennent le titre de Champion de l'Union Pyrénéenne. Cette année-là, les Pompons Verts inaugurent leur nouveau stade à Aureilhan, près de l'usine Oustau,. L'usine, ancien fleuron du patrimoine industriel, aujourd'hui en ruines, portait le nom de son fondateur Laurence Oustau, natif de Burg. M. Oustau fut un des plus actifs promoteurs des œuvres sociales, couvrant ses ouvriers contre les accidents de la vie. En 1900, la tuilerie employait 200 ouvriers.
En 1934, l'Olympique tarbais voit le jour au Café Riche.
La ville de Tarbes compte alors trois clubs de football, jusqu'à la Seconde Guerre mondiale: les Pompons Verts de Tarbes, l'Olympique Tarbais et le FC Tarbais,.
Le Stadoceste Tarbais est né en 1963 de la fusion de 2 clubs de Tarbes, le Figarol et le Racing Olympique Tarbais (issus eux-mêmes de la fusion du Racing Olympique Espagnol et du Football Olympique Tarbais). Après une accession refusée en 1973 en D3, le Stado végète en Ligue régionale. Le club obtient une montée en Championnat de France de football de Division 4 1989-1990.
Le Stadoceste Tarbais se maintient à ce niveau jusqu'en 1992-1993.
En juin 2001, le club est en liquidation. Une poignée d’anciens joueurs se réunit autour de Pierre Valle et crée le Tarbes Stado Football qui repart en Division d’Honneur Régional et remonte en Championnat de France Amateur en juin 2006. Après 43 ans de bons et loyaux services, le Stado s’en va avec tous les honneurs.

### Tarbes Gespe Football
L’Association Sportive et Culturelle de la Gespe, émanation de l’Office de Construction » le Nid Bigourdan » créé par André GUERLIN, lance en 1962 une section football. Celle ci, sous l’impulsion de Mrs FOQUE, OROSCO, FABRE et LAVIGNE, propose des équipes en Minimes, Cadets et Séniors. Ces derniers ne survivront pas à la décennie qui par ailleurs verra l’avènement d’un jeune joueur (P. FABRE parti faire les beaux jours de Cazères en National après un passage au Stado). Les années 1970 apportent au club une dimension supplémentaire et déterminante pour sa vitalité. Ces années voient la création de l’École de Football qui, au fil des saisons, deviendra une référence, et d’une équipe de juniors en prolongement d’une excellente génération. Ces années voient aussi arriver à la présidence E. OROSCO à jamais figure emblématique de l’association.

### Tarbes Pyrénées football
Le TPF atteint pour la première fois le stade des 32emes de finale de la Coupe de France en 2004-2005. Ils sont éliminés par Vannes OC sur le score de 0-3.
Cette défaite marque un tournant dans leur saison, la seconde partie étant moins brillante. Lors du dernier match face à la Jeunesse Sportive Cugnalaise, le TPF joue pour le titre, mais Cugnaux s'impose 2-1 et Tarbes reste en DH.
La saison suivante, les Tarbais remportent le championnat de DH de la Ligue de Midi-Pyrénées avec 15 points d'avance sur le deuxième et accèdent en CFA2.

#### Accession en CFA 2 puis National 2
En 2009-2010, le Tarbes termine la saison à la deuxième place de la CFA2, ce qui lui permet d'accéder à la CFA lors de la saison suivante.
À la fin de la saison 2010-2011, Tarbes se classe 15e et parvient à échapper à la relégation, bénéficiant d'une meilleure différence de buts que Béziers.
De 2011 à 2017, le club assure son maintien en CFA. Riffi Mandanda évolue sous les couleurs tarbaises.
Avec le changement de dénomination des divisions, le club évolue en National 2 (ex-CFA) pour la saison 2017-2018, avant de connaître un retour en divisions régionales par la suite.

#### Retour en divisions régionales
Après 13 années a jouer au niveau national, le TPF est relégué au niveau régional. Jean-Michel Nérin, président du TPF, démissione lors d’une conférence de presse. La relégation et les résultats du club expliquent cette décision.
Le nouveau président, Regis Vidal Hosteng, affiche une volonté de «tourner une page» et de partir sur de nouvelles bases, afin d'assumer le statut de club phare de la Bigorre en retrouvant le National 3. Bruce Abdoulaye arrive fin mai 2020 avec pour mission de faire remonter le club en National 3.
En Septembre 2020, Bruce Abdoulaye quitte le club pour rejoindre Umm Salal SC au Qatar. Le nouvel entraineur est désormais Stéphane Pahu.
En 2021, le club dévoile un nouveau logo.
À partir de 2023, le club renoue avec son identité bigourdanne. Le Tarbes Pyrénées Football connaît un changement de gouverance avec la décision de Régis Vidal, de se retirer après quatre années de direction. Son mandat a débuté dans un contexte complexe, avec les défis posés par la Covid et la gestion de litiges hérités de l'administration précédente, notamment devant les Prud'hommes. Malgré ces obstacles, Régis Vidal a contribué à redorer l'image du club et à renforcer les liens avec la mairie de Tarbes.
En quittant ses fonctions, le président sortant laisse le club en bonne santé financière, sans dettes et avec une réputation restaurée. Il reconnaît cependant des lacunes, notamment dans le soutien aux équipes jeunes.
Malgré cela, le TPF a maintenu sa position en Régional 1, bien que le président souligne les défis liés aux éventuelles montées en National 3.
L'avenir du club sera désormais entre les mains de Patrick Desai et de Carlos Amorim, nouvellement arrivé en tant qu'entraîneur des jeunes et passionné du TPF. Le club recrute un nouvel entraîneur, Marc Fachan (en), afin de consolider sa position en Régional 1.
L'arrivée de plusieurs joueurs Tarbais, dont le milieu défensif Damien Fachan, marque un tournant majeur dans la dynamique du club. Formé au club, Damien Fachan a accumulé une riche expérience nationale, notamment au Bergerac FC où il a été capitaine en National 2. L'attaquant Manuel Delgado, après des passages au SC Toulon et au FC Annecy revient également au bercail.
L'association des frères Damien et Marc Fachan, qui portent le TPF dans leurs cœurs, promet d'apporter une nouvelle dynamique sportive, basée sur des relations humaines fortes et une approche familiale. Le début de saison est une réussite, avec une place de leader du groupe à la clé.

## Palmarès
- Champion DH Midi-Pyrénées : 2006 (sous le nom de Tarbes Stado Football)
- Championnat de France Amateur CFA / National 2 : meilleure performance 9e en 2012 et 2017.

## Logo

Ancien logo de 2006 à 2021
Tarbes Pyrénées Football 2021

## Personnalités du club

### Historique des présidents
| Rang | Nom                  | Période     |
| ---- | -------------------- | ----------- |
| 1    | Christian Partimbène | 1963 - 1972 |
| 2    | M. Laffont           | 1972 - 1973 |
| 3    | R. Chassagne         | 1973 - 1978 |
| 4    | G. Bona              | 1978 – 1981 |
| 5    | J. Gabastou          | 1981 – 1982 |
| 6    | P. Gaubert           | 1982 – 1985 |
| 7    | B. Mory              | 1985 – 1988 |
| 8    | P. Gaubert           | 1988 – 1991 |
| 9    | P. Coutiere          | 1991 – 2001 |
| 10   | P. Valle             | 2001 – 2002 |

| Rang | Nom                                  | Période            |
| ---- | ------------------------------------ | ------------------ |
| 11   | J.M. Jaffrezic                       | 2002 – 2004        |
| 12   | P. Valle / H. Castet                 | 2004 – 2006        |
| 13   | H.Castet . A.Bagneres                | 2006 – 2007        |
| 14   | P.Valle                              | 2008 – 2011        |
| 15   | J.M. Nerin                           | 2011 - 2018        |
| 16   | Régis Vidal Hosteng et Patrick Desai | 2018 - 2023        |
| 17   | Carlos Amorim et Patrick Desai       | 2023 - Aujourd'hui |

### Historique des entraîneurs
| Rang | Nom                | Période                |
| ---- | ------------------ | ---------------------- |
| 1    | L. Xiberas         | Sept. 1963 - mars 1964 |
| 2    | R. Moure           | Mars 1964 – mai 1965   |
| 3    | J. Canut           | Sept. 1965 – mai 1973  |
| 4    | G. Coustures       | Sept. 1973 – juin 1974 |
| 5    | A. Torres          | Sept. 1974 – mai 1977  |
| 6    | C. Ferrer          | Sept. 77 – mai 1983    |
| 7    | J. Canut           | Sept. 1983 – mai 1984  |
| 8    | Patrick Baldassara | Sept. 1984 – juin 1989 |
| 9    | Christian Felci    | Sept. 1989 – fév. 1992 |
| 10   | E. Baraffe         | Fév. 1992 – juin 1994  |

| Rang | Nom                    | Période                |
| ---- | ---------------------- | ---------------------- |
| 11   | C. Ferrer              | Sept. 1994 – juin 1999 |
| 12   | S. Edwige              | Sept. 1999 – juin 2001 |
| 13   | Patrick Baldassara     | Sept. 2001 – juin 2003 |
| 14   | Francis de Percin (en) | Sept. 2003 – Juin 2005 |
| 15   | Yves Theil             | Sept. 2005 – juin 2007 |
| 16   | William Dymant         | Sept. 2007 – juin 2009 |
| 17   | Francis de Percin (en) | Sept. 2009 – juin 2011 |
| 18   | Laurent Strzelczak     | Sept. 2011 – juin 2012 |
| 19   | Ludovic Pollet         | Juillet 2012 - 2015    |
| 20   | Pavlé Vostanic         | 2015-2018              |

| Rang | Nom                | Période   |
| ---- | ------------------ | --------- |
| 21   | Stéphane Pahu      | 2018-2020 |
| 22   | Bruce Abdoulaye    | 2020-2020 |
| 23   | Stéphane Pahu      | 2020-2021 |
| 24   | Philippe Ceccarini | 2021-2023 |
| 25   | Marc Fachan (en)   | 2023-     |